# Mario Cuomo
Mario Matthew Cuomo (Queens, 15 de junio de 1932-Nueva York, 1 de enero de 2015) fue un político estadounidense, miembro del Partido Demócrata y fue el 52°. gobernador de Nueva York entre el 1 de enero de 1983 y el 31 de diciembre de 1994.

## Primeros años
Nació en el barrio de Queens, en la ciudad de Nueva York, en el seno de una familia italoestadounidense. Hijo de Andrea e Immaculata Cuomo. En 1956 se graduó summa cum laude en Derecho por la St. John's University. Jugó en las ligas menores de béisbol con el equipo Pittsburgh Pirates hasta que se lesionó.
Fue asistente legal del juez Adrian P. Burke en la Corte de Apelaciones del Estado de Nueva York, y en 1958 comenzó en la práctica privada de la abogacía en la firma Corner, Weisbrod, Froeb, and Charles. Simultáneamente, fue durante diez años profesor de Derecho en la St. John's University.

## Carrera política
Ganó fama cuando representó como abogado a los vecinos de la sección Forest Hills de Queens, que se oponían a la construcción de un proyecto de viviendas públicas. En 1974 Mario Cuomo se presentó a las elecciones a vicegobernador de Nueva York pero perdió. En 1975 fue nombrado Secretario de Estado de Nueva York por el gobernador Hugh Carey. 
En 1977 perdió frente a Ed Koch las primarias demócratas para ser candidato del partido a la alcaldía de la ciudad de Nueva York. Pero entonces decidió presentarse como candidato por el Partido Liberal y perdió la elección general de noviembre por poco frente al demócrata Koch. Un año más tarde, en 1978, fue elegido, como demócrata, vicegobernador de Nueva York. Fue vicegobernador durante los próximos cuatro años, actuando como mano derecha del Gobernador Hugh Carey.

## Gobernador de Nueva York (1983-1994)

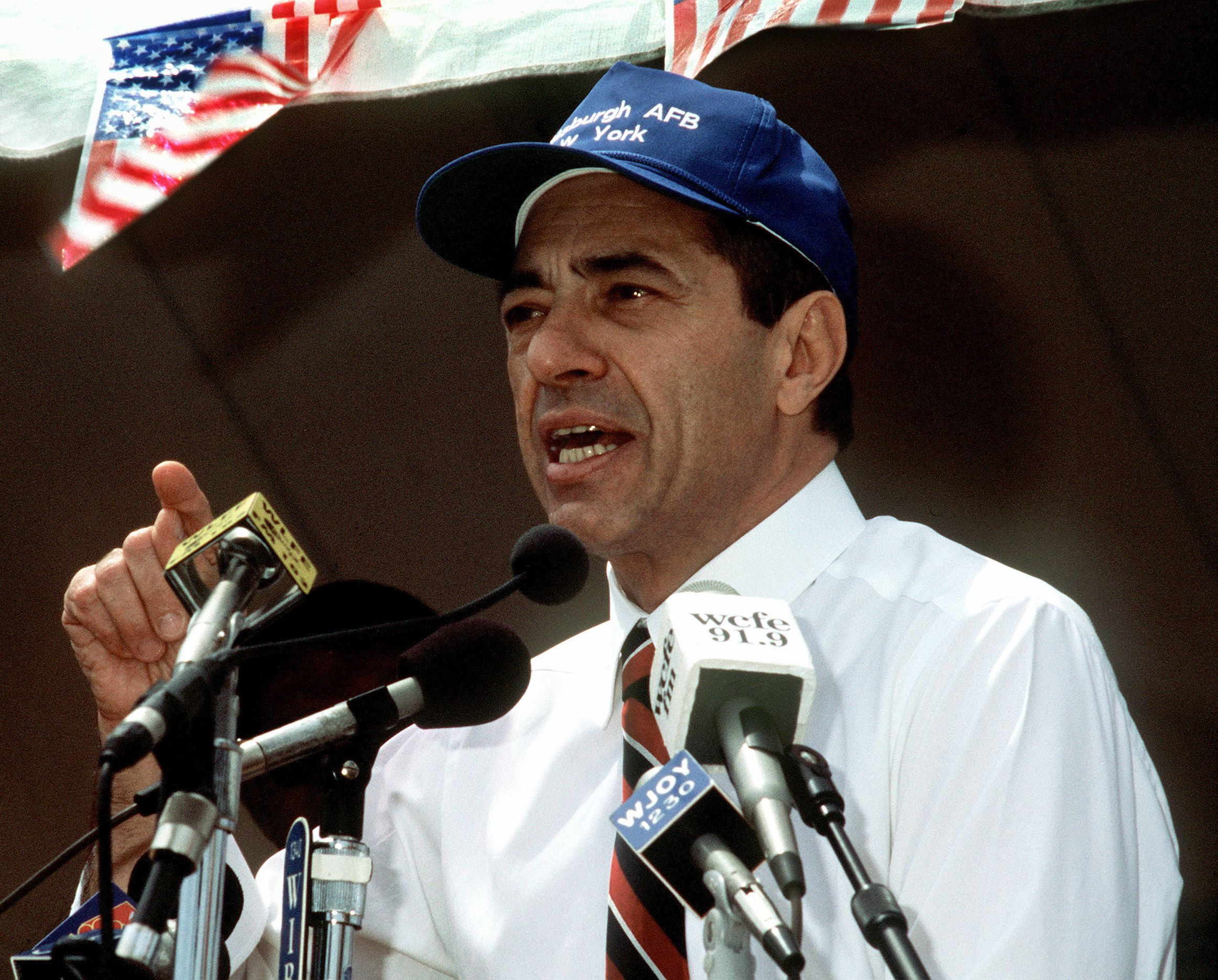
El gobernador Cuomo dando un discurso en Plattsburgh, Nueva York en junio de 1991.

En noviembre de 1982 Mario Cuomo fue elegido Gobernador de Nueva York. Había derrotado en la primaria demócrata al alcalde Ed Koch y en la elección general al republicano Lewis Lehrman. Sería reelegido en 1986 y 1990, con récords históricos de porcentaje de voto, ejerciendo como Gobernador durante tres mandatos consecutivos.
Durante sus doce años como Gobernador de Nueva York, logró que se crearan más de medio millón de nuevos puestos de trabajo y le tocó liderar el estado durante dos recesiones nacionales. Impulsó uno de los mayores planes de desarrollo económico de la historia de Nueva York, el plan conocido como 'New York, New York'. El plan contemplaba la inversión de 32 000 millones de dólares para fortalecer el crecimiento del sector privado, y la creación en una década de 300 000 nuevos empleos adicionales.
Como ocurrió en la época en otros estados, se construyó una importante red de nuevas instalaciones de alta tecnología y la inversión extranjera en el estado se incrementó de forma espectacular. También se invirtieron 50 000 millones de dólares en un programa de construcción pública para escuelas, hospitales, carreteras y puentes. Se construyeron el Stuyvesant High School, el Riverbank State Park, y se terminó de construir el Battery Park City.
El Gobernador Cuomo se ganó la fama de progresista gracias a los programas sociales que desarrolló su administración. Creó un programa de asistencia a los sin techo; el hasta entonces más costoso programa de tratamiento de la drogadicción; una de las primeras iniciativas de lucha contra el sida que fue reconocido a nivel nacional; el más importante programa de todo el país para la ayuda a los enfermos mentales; y el reconocido programa "The Decade of the Child" de ayuda a la infancia.
Llevó a cabo políticas favorables a la extensión del aborto y fue un firme opositor a la pena de muerte. Durante todo su mandato, la Asamblea Estatal de Nueva York había venido aprobando proyectos de ley para la reinstauración de la pena capital, pero en todas las ocasiones éstos proyectos fueron vetados por el gobernador Mario Cuomo.
Su oposición a la pena capital fue lo que precipitó su derrota en las elecciones de 1994. Ese año Cuomo se disponía a ser reelegido para otro mandato de cuatro años. Su adversario, el republicano George Pataki, basó toda su campaña en su apoyo a la pena de muerte y, en caso de ser elegido, prometió reinstaurarla en Nueva York. 
Para atacar al Gobernador Cuomo, el equipo de Pataki utilizó el caso de Arthur Shawcross, un asesino al que el estado de Nueva York le había concedido la libertad condicional y que tras ser liberado volvió a cometer un múltiple asesinato. En un año particularmente malo para los demócratas a nivel nacional, la historia se convirtió en tema central de la campaña y hundió las posibilidades de reelección de Cuomo.

## Estrella del Partido Demócrata en los años 80
Cuando en el verano de 1984 el gobernador Cuomo fue invitado a San Francisco a dar un discurso en horario de máxima audiencia en la Convención Demócrata, era un completo desconocido a nivel nacional. Después de su discurso todos los medios coincidieron en que había nacido una nueva estrella política. Su exposición se tituló "A Tale of Two Cities". 
"El presidente Reagan dice que este país es una resplandeciente ciudad sobre una colina. Y el presidente está en lo cierto. En muchos aspectos somos una resplandeciente ciudad sobre una colina. Pero la dura verdad es que no todos disfrutan de la porción que les pertenece del esplendor de este país. Tal vez sea una resplandeciente ciudad lo que ve el presidente desde el pórtico de la Casa Blanca o desde la barrera de su rancho, un lugar donde a todos les va bien. Pero hay otra ciudad; hay otra parte más allá de la luz brillante de la ciudad; la parte en la que la gente no puede pagar sus hipotecas, y donde la mayoría de los jóvenes no pueden permitirse una; donde los estudiantes no pueden alcanzar la educación que necesitan, y los padres de clase media ven evaporados los sueños que persiguen para sus hijos", dijo Cuomo ante los delegados de la Convención.
El objetivo de su intervención fue denunciar que detrás de la visible prosperidad, éxito, ostentación y borrachera de optimismo que había proliferado durante el primer mandato de Reagan, también existía la realidad de aquellos que no habían conseguido encontrar su lugar en la nueva prosperidad. Defendió que el bienestar social no sólo era compatible con el crecimiento, sino que ambos se necesitaban. El discurso fue un éxito y eclipsó el resto de intervenciones en la Convención, incluida la del candidato presidencial Walter Mondale.
El Gobernador Mario Cuomo fue catapultado rápidamente al estrellato político, acaparando portadas en las más prestigiosas revistas y periódicos del país. Se convirtió para muchos en la esperanza para un Partido Demócrata deprimido en una época en que los republicanos dominaron la escena política. Carismático y orador brillante, parecía sólo cuestión de tiempo que Cuomo diera el gran salto presentando su candidatura a la Presidencia de EE. UU. Pero este salto nunca llegó. 
A pesar de los esfuerzos del aparato del Partido Demócrata por convencerle para que aspirara a la Casa Blanca en las elecciones de 1988 y 1992, Cuomo nunca se decidió a dar el paso; en 1988 por cuestiones familiares y por miedo a ser relacionado con la mafia por su ascendencia italiana, y en 1992 porque cuando la carrera se puso en marcha el presidente George Bush parecía invencible.
En 1993 fue uno de los favoritos para cubrir la vacante del juez Byron White en la Corte Suprema de los Estados Unidos, pero Cuomo le dijo al presidente Bill Clinton que no estaba interesado en el puesto.

## Vida personal
Mario Cuomo se casó en 1954 con Matilda Raffa. El matrimonio tuvo cinco hijos. El mayor, Andrew Cuomo, casado con una hija de Robert Kennedy, fue también gobernador de Nueva York de 2011 a 2021, fue elegido fiscal general de Nueva York en noviembre de 2006 y anteriormente había sido Secretario de Vivienda de EE. UU. (1997-2001). El hijo pequeño, Chris Cuomo, es periodista de ABC News.